# Stojan Gjuroski
Stojan Gjuroski (Gostivar, 6 de noviembre de 1991) es baloncestista macedonio. Con una altura de 2,03 metros, puede jugar en las posiciones de alero y ala-pívot. Actualmente pertenece al Club Ourense Baloncesto de la Liga LEB Oro.

## Trayectoria
Formado académicamente en la Universidad de Lousiana Tech con sede en Ruston, Louisiana (Estados Unidos), formó parte de los Louisiana Tech Bulldogs y compitió en la División I de la NCAA entre 2010 y 2014, aunque con escasa participación. 
En 2014 debutó como profesional en Bulgaria en las filas del BC Levski Sofia, promediando 5 puntos y 2.1 rebotes. Desde 2015 hasta 2018 siempre jugaría las competiciones de su país, pasando por varios equipos como el MZT Skopje Aerodrom y el Karpoš Sokoli. Además, fue internacional con la selección de Macedonia, con la que jugó el Eurobasket de 2015.
En agosto de 2018 se compromete con el Club Baloncesto Peñas Huesca para jugar una temporada en la Liga LEB Oro española. En el conjunto oscense disputó más de 28 minutos de media por encuentro en los que sumó 14,4 puntos, 3,5 rebotes y una valoración media de 11,5 créditos por partido. El macedonio terminó esa campaña como el sexto máximo anotador de la liga y un porcentaje de acierto en tiros de tres del 42%. Antes de terminar la temporada 2018-19 se compromete con Club Melilla Baloncesto para disputar seis partidos correspondientes al playoff de ascenso y la Final 4 de LEB Oro.
En la temporada 2019-20 juega en las filas del ALM Évreux Basket de la Pro B francesa, donde promedia 8.3 puntos y 2.9 rebotes en 20 partidos hasta la cancelación de la temporada debido a la pandemia de coronavirus.
En julio de 2020 regresa a España para jugar en las filas del Club Baloncesto Lucentum Alicante en la temporada 2020/21. Disputa 30 encuentros en los que acredita promedios de 7.4 puntos y 2.6 rebotes.
El 14 de agosto de 2021, regresa a su país para jugar en el KK Pelister Bitola de la Makedonska Prva Liga.
El 25 de agosto de 2022, firma por el Club Ourense Baloncesto de la Liga LEB Oro.

## Clubes
- Levski Sofia (2014–2015)
- Rabotnički (2015)
- Kožuv (2015–2016)
- MZT Skopje Aerodrom (2016–2017)
- Karpoš Sokoli (2017)
- KK Blokotehna (2017-2018)
- Club Baloncesto Peñas Huesca (2018-2019)
- Club Melilla Baloncesto (2019)
- ALM Évreux Basket (2019-2020)
- Fundación Lucentum Baloncesto Alicante (2020-2021)
- KK Pelister Bitola (2021-2022)
- Club Ourense Baloncesto (2022- )